# 普卢米约
普卢米约（法語：Ploumilliau，法語發音：[plumijo] ⓘ）是法国阿摩尔滨海省的一个市镇，位于该省西北部，属于拉尼永区。

## 地理
普卢米约（48°40'48"N, 3°31'26"W）面积34.69 平方千米，位于法国布列塔尼大區阿摩尔滨海省，该省份为法国西北部沿海省份，位于布列塔尼半岛北部，北濒大西洋英吉利海峡，西接菲尼斯泰尔省，南至莫尔比昂省，东临伊勒-维莱讷省。
与普卢米约接壤的市镇（或旧市镇、城区）包括：普卢阿雷特、普卢贝尔、普卢莱克、普卢泽朗布尔、圣米歇尔昂格雷沃、特雷德雷兹-洛凯莫。

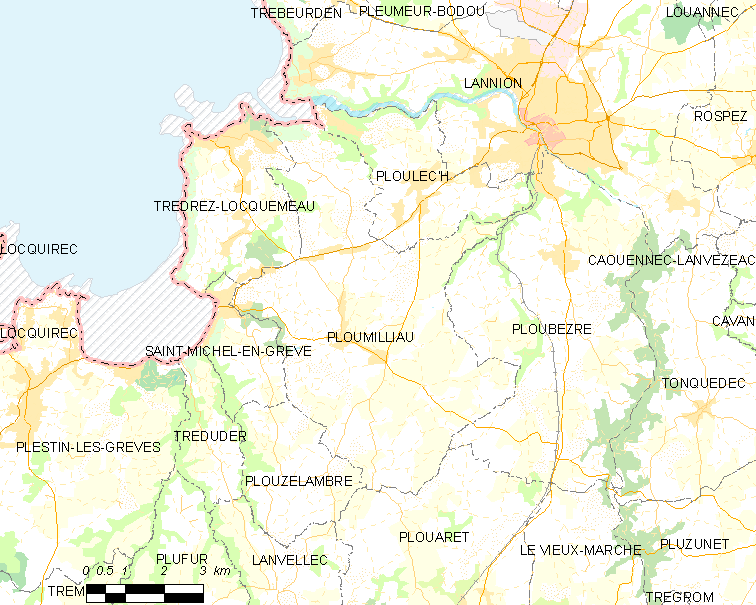
普卢米约的OSM定位图

普卢米约的时区为UTC+01:00、UTC+02:00（夏令时）。

## 行政
普卢米约的邮政编码为22300，INSEE市镇编码为22226。

## 政治
普卢米约所属的省级选区为普莱斯坦莱格雷沃县。

## 人口

1962-2008年间普卢米约人口变化图示

普卢米约于2022年1月1日时的人口数量为2460人。